# Philippine Airlines-vlucht 434
Philippine Airlines-vlucht 434 was een vlucht van Philippine Airlines op 11 december 1994 van Ninoy Aquino International Airport naar Narita International Airport. Tijdens de vlucht explodeerde een bom onder een van de stoelen, waarna de Boeing 747-283B een noodlanding moest maken. Bij deze explosie kwam de Japanse passagier die in de stoel boven de bom zat om het leven. Alle overige inzittenden overleefden de aanslag.

## De aanslag
De aanslag werd gepleegd door Ramzi Yousef, een terrorist van Al-Qaeda die in 1993 al verantwoordelijk was voor de bomaanslag op het World Trade Center. Hij ging aan boord van het toestel onder de valse naam Armaldo Forlani. Het toestel werd die dag gevlogen door piloot Eduardo "Ed" Reyes, co-piloot Jaime Herrera en boordwerktuigkundige Dexter Comendador.
Yousef smokkelde de onderdelen voor de bom los van elkaar mee naar binnen zodat het geheel niet als bom herkenbaar was. Onderweg zette hij de bom in elkaar in het toilet van het vliegtuig, en verborg hem in een zak van het reddingsvest onder zijn stoel: stoel 26K. De timer werd zodanig ingesteld dat de bom vier uur na het instellen zou afgaan. Yousef verliet het vliegtuig tijdens een tussenlanding op Mactan-Cebu International Airport. In Cebu stapten 256 passagiers in, waaronder veel Japanners. Het toestel vertrok weer uit Cebu om 8:48 lokale tijd.
Om 11:43, twee uur voor het toestel zou landen in Tokio, ging de bom af. Vlucht 434 bevond zich toen boven Minami Daito Island, zo’n 420 kilometer ten zuidwesten van Tokio. De explosie doodde de Japanse zakenman Haruki Ikegami (池上春樹, Ikegami Haruki), onder wiens stoel de bom was verstopt. De tien passagiers die voor hem zaten raakten gewond. De explosie veroorzaakte een gat van 0,2 m² in de vloer van de passagiersruimte, waardoor de vrachtruimte eronder bloot kwam te liggen. De buitenste wand bleef echter onaangetast. Wel had de explosie het stuursysteem van het vliegtuig aangetast.
Reyes zond een mayday uit, en vroeg toestemming te landen op Naha Airport, Okinawa. De automatische piloot reageerde niet meer op acties van Reyes toen het vliegtuig Okinawa naderde. Reyes zei later in een interview dat hij bang was dat het toestel te ver naar rechts zou gaan hellen als hij de automatische piloot uitschakelde. Dit gebeurde echter niet. Een uur na de bomaanslag landde vlucht 434 veilig op Naha Airport.

## De bom
Direct na de noodlanding werd een onderzoek gestart. Al snel bleek de bom een "Mark II"-"microbom" te zijn, gemaakt met behulp van een digitaal horloge van Casio, zoals beschreven in fase 1 van Bojinka-complot. Als explosief had Yousef nitroglycerine gebruikt, verstopt in een flesje contactlensvloeistof. Andere ingrediënten waren glycerine, nitraat, zwavelzuur en minieme concentraties nitrobenzeen, zilverazide en aceton. De draadjes voor de bom had Yousef verstopt in zijn schoenen. Deze vielen net buiten het bereik van de detectiepoortjes op het vliegveld.
De stoel waar de bom onder was verstopt bevond zich recht boven de plek waar in oudere Boeing 747’s de centrale brandstoftank zat. Vlucht 434 was echter een nieuwer model, waarin de betreffende stoel iets verder naar voren stond.

## De nasleep
De aanslag werd opgeëist door een man die lid beweerde te zijn van Abu Sayyaf.
Naar aanleiding van het onderzoek werd in 1995 een complot ontdekt voor meerdere aanslagen in andere vliegtuigen. Yousef werd uiteindelijk gearresteerd in Pakistan.